# Lyon-Saint-Exupéry TGV
Lyon-Saint-Exupéry TGV je železniční stanice pro rychlovlaky TGV, které slouží jako dopravní uzel pro přístup ke stejnojmennému mezinárodnímu letišti. Někdy se o něm hovoří též jako o nádraží Satolas, podle blízké obce. Autorem neobvyklé stavby je španělský architekt Santiago Calatrava.

## Původ
Lyon-Saint-Exupéry bylo nejprve letiště, o plánu postavit vedle letiště i nádraží se rozhodlo až později. Jelikož většina rychlovlaků zde jen projíždí, přáli si zadavatelé, aby nádraží plnilo i funkci symbolu, který by zvýšil atraktivitu regionu. Architekt při návrhu tvaru této postmoderní budovy vycházel ze svého dřívějšího sochařského díla, které symbolizovalo oko. Tvar nádraží ale připomíná nejvíce ptáka a jako o ptáku se o nádraží i často mluví.

## Konstrukce

### Z technického pohledu
Hala nádraží překlenuje železniční trať jako most. Dva nízké oblouky překlenují železniční koleje; pod nimi se nacházejí nástupiště a na svém hřbetě nesou podlahu haly. Další 4 oblouky jsou vysoké a nesou střechu haly; 2 vnější drží pomyslná „křídla“ ptáka a 2 vnitřní hliníkový hřbet haly. Tyto 4 vyšší oblouky se na západní straně, která je hlavním vstupním průčelím, sbíhají v jediné betonové podpěře – „zobáku“ ptáka. Calatrava se při navrhování kleneb inspiroval zejména italským stavitelem Pierem Luigim Nervim.
Struktura stavby je jednolitá, beton je litý na místě. Zastřešení haly je hliníkové se skleněnými průzory, čímž se architekt snažil alespoň částečně sjednotit prvky na nové nádražní hale a na starších budovách sousedního letiště. Střešní převisy jsou prosklené. Kromě 6 nosných oblouků ve směru V-Z tvoří konstrukci stavby přes 600 hliníkových příček a 25 nosníků S a J fasády. Pro ověření vlastností konstrukce musel být vyvinut speciální výpočetní software.
Ve středu stavby jsou 2 kolejové tratě, po kterých se pohybují rychlovlaky bez zpomalení rychlostí 300 km/h. Proto musel být kolem těchto 2 tratí postaven betonový tunel, který chrání cestující před tlakovou vlnou. Na hřebu tunelu stojí struktura střechy nástupiště.

### Z uměleckého pohledu
Zejména v prostoru nástupišť opakuje Calatrava motiv písmene V. Ten působí velmi staticky, což je ve výrazném kontrastu s projíždějícími rychlovlaky. Sám k tomu říká: „Co se na nádraží skutečně pohybuje? Je to TGV.“
Hala je prázdný, volný prostor. Architekt si nepřál ji zaplňovat žádnými stánky, proto se na východním konci haly nachází přístavek, přezdívaný batoh, ve kterém jsou soustředěny veškeré služby. Oblíbeným autorovým prvkem je převis, či poloviční most, a hojně jej uplatňuje jak v konstrukci stavby (převislá křídla), tak v interiéru.
Nádraží je propojeno s letištěm krytou galerií. Kvůli částečné propojenosti staveb, opakoval Calatrava při navrhování nádraží některé prvky, použité Guillaumem Gilletem v 70. letech, při projektování letištních budov.

## Doprava

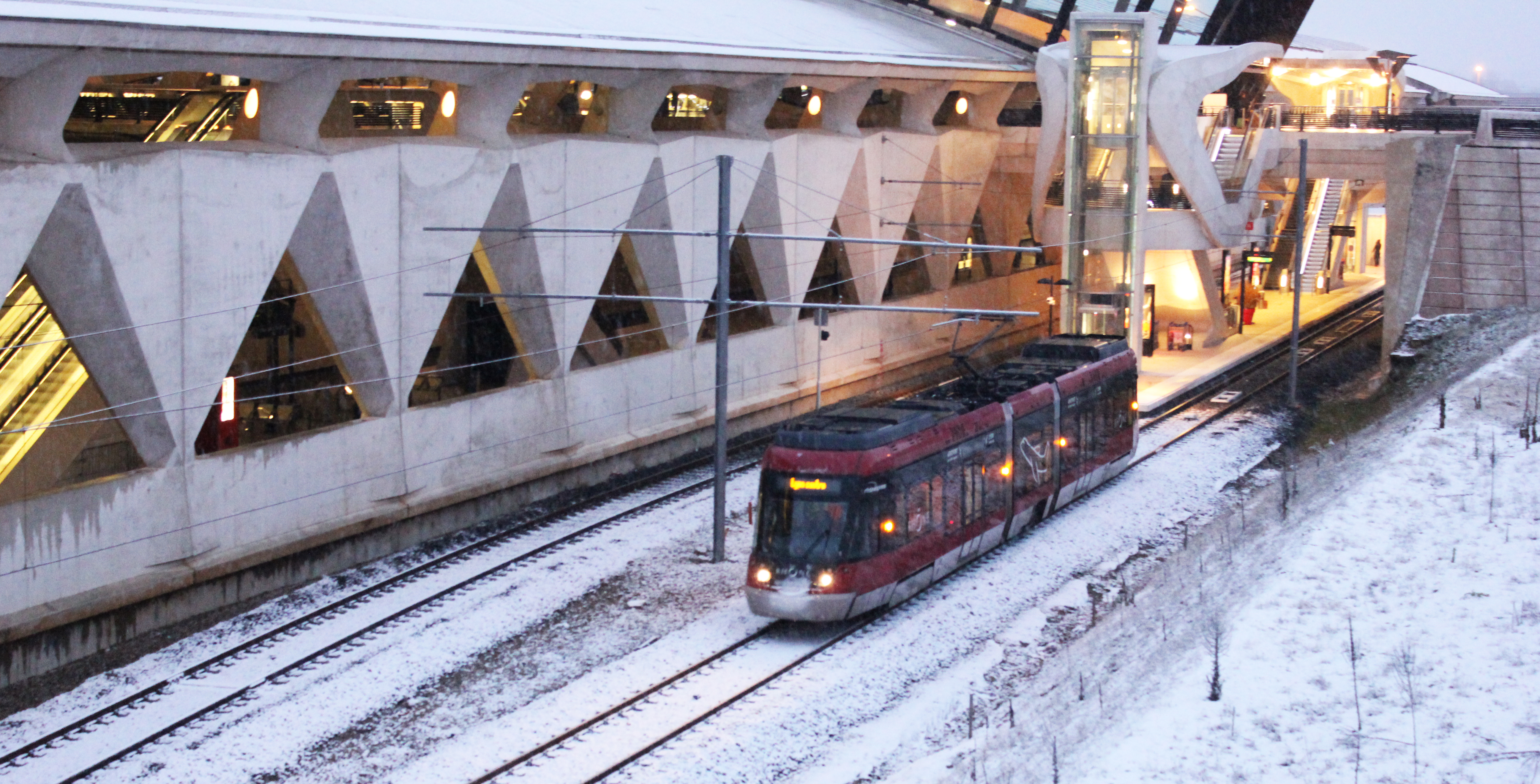
Tramvajový spoj Rhônexpress přijíždí ke stanici Lyon-Saint-Exupéry.

Od nádraží se podél železničního koridoru táhnou 400 m dlouhá nástupiště. Nádražím prochází celkem 6 tratí. 2 tratě slouží pro přímé spoje.
Hlavní tratě TGV spojují Paříž s Avignonem a Marseille.
Nádraží trpí především nedostatkem cestujících. Oproti očekávání, jen 0,5 % leteckých cestujících přijíždí k letišti vlakem.
20 km vzdálený Lyon s nádražím a letištěm spojuje tramvajová trať Rhônexpress.